# Kaldyčeŭský koncentrační tábor
Kaldyčeŭský koncentrační tábor (bělorusky Калдычэўскі лагер смерці) byl jedním z koncentračních táborů na východní frontě, který byl zřízen nacistickými okupanty v roce 1942 v blízkosti obce Kaldyčeva v Baranavickém rajónu Brestské oblasti v období Velké vlastenecké války.
V prostoru, který byl obehnán drátem, drželi vyhladovělé vězně, kteří pracovali na těžbě rašeliny a byli mučeni a zabíjeni. V barácích letního typu přežívalo jen 30 až 40 procent vězňů, zbytek pobývalo pod širým nebem.
V noci ze dne 30. června 1944 před příchodem Rudé armády nacisté všechny vězně postříleli, objekty srovnali se zemí a na místě hromadného masakru zasadili trávu. Táborem za svou existenci prošlo více než 22 tisíc vězňů. Na místě tábora je dnes postaven památník obětem fašistického teroru.